# Дубенский, Дмитрий Никитич
Дмитрий Никитич Дубенский (ум. 1863, Москва) — российский историк, стиховед и педагог. Магистр Московского университета (1825).

## Биография
Окончил словесное отделение Московского университета. В конце 1820-х годов был преподавателем риторики, русского языка и латыни в Московском университетском благородном пансионе, где в это время учился М. Ю. Лермонтов.
В 1830-х годах преподавал русский язык и историю русской словесности в пансионе И. Ф. Краузе, где тогда учился И. С. Тургенев, кроме того, давал последнему частные уроки русского языка.
«К русскому языку пристрастил и познакомил нас некто Дубенский, в Москве довольно известный ученый, писавший и напечатавший, между прочим, замечательное по своему времени исследование о „Слове о полку Игореве“. Он приезжал к нам в дом давать мне и брату моему уроки русского языка. <…> Как теперь гляжу на него — и на его красно-синий нос; он всегда имел вид человека подвыпившего, хотя, быть может, вовсе не был пьяницей» (И. Тургенев).
Считается одним из прототипов Пунина из повести Тургенева «Пунин и Бабурин» (1874), что однако оспаривается литературоведом Д. П. Ивинским.
Является одним из первых российских стиховедов: в 1828 году выпустил научный труд «Опыт о народном русском стихосложении», где упоминает или цитирует широкий круг поэтов — от В. К. Тредиаковского до ещё малоизвестного Ф. И. Тютчева, а также обращается к народной поэзии из сборника Кирши Данилова. По мнению литературоведа В. В. Афанасьева книга Дубенского оказала влияние на поэтическое становление М. Ю. Лермонтова.
В 1840 году вступил в Общество истории и древностей российских, несколько его исследований помещено в изданиях общества.
В 1843 году предпринял издание «Пушкинского» сборника древнерусских юридических документов, в состав которого входила, в частности, «Русская правда». В том же году совместно с М. П. Погодиным издал «Книгу посольскую Метрики Великого княжества Литовского».
В 1844 году издал «Слово о Полку Игореве», содержавшее помимо текста самого произведения его прозаический перевод, комментарии, рассуждения о языке и анализ предыдущих изданий. Рецензенты издания (в частности, Ф. И. Буслаев) отмечали, что Дубенский отнёсся к «Слову…» в большей степени как к историческому документу, чем как к литературному произведению, критике также подвергся прозаический перевод Дубенского. При этом Энциклопедия «Слова о полку Игореве» высказывает мнению, что издание «имело свое положительное значение прежде всего по богатству лексических параллелей и стремлению объяснить (правда, не без ошибок и фантазий) значение и происхождение многих слов».
В 1845 году за издание «Слова…» был удостоен половинной Демидовской премии.

## Сочинения
- Дубенский, Д. Н. Опыт о народном русском стихосложении / Д. Н. Дубенский. — Москва : Унив. тип., 1828. — 126 с.
- Слово о плъку Игореве, Свтъславля пѣстворца старого времени / Объясненное по древним письменным памятникам магистром Д. Дубенским. М., 1844 [рец.: Буслаев Ф. И.] // Москвитянин. 1845. № 1.